# Отрадное (Широковский район)
Отрадное (укр. Одрадне) — село,
Чапаевский сельский совет,
Широковский район,
Днепропетровская область,
Украина.
Код КОАТУУ — 1225883308. Население по переписи 2001 года составляло 143 человека .

## Географическое положение
Село Отрадное находится на расстоянии в 1,5 км от сёл Оленовка и Подыдар.
По селу протекает пересыхающий ручей с запрудой.